# Elecciones a la Asamblea de la Isla Nieves de 2011
Las elecciones a la Asamblea de la Isla Nieves de 2011 tuvieron lugar el 11 de julio del mencionado año con el objetivo de renovar los cinco escaños electos de la Asamblea de la Isla Nieves, que junto a los tres miembros designados ejercerían sus funciones por el período 2011-2016. Se trató de las séptimas elecciones que tenían lugar en Nieves desde la independencia de la Federación de San Cristóbal y Nieves en 1983, lo que además había otorgado autonomía a la isla y devenido en la creación de la Asamblea.
El gobierno del premier Joseph Parry, del Partido Reformista de Nieves (NRP) buscó un segundo mandato en el cargo, enfrentando la oposición del Movimiento de los Ciudadanos Responsables (CCM) de su predecesor Vance Amory. El período previo a las elecciones se vio ensombrecido por acusaciones de irregularidades electorales por parte del CCM, que había ganado las elecciones generales de 2010 en la isla pero que estaba en oposición a nivel federal, denunciando que el registro electoral se había visto empañado por el retiro arbitrario de votantes, supuestamente con el objetivo de beneficiar al NRP. Un intento por parte del gobierno de alterar los límites electorales en 2009, lo que se denunció como un intento de gerrymandering, había sido derrotado judicialmente. El gobierno desestimó las acusaciones y afirmó que los votantes eliminados no reunían los requisitos de registro, denunciando que el CCM intentaba mantener a esos votantes para cometer un fraude. El CCM presentó un recurso judicial ante el Tribunal Supremo, intentando que se cancelaran los comicios. El Tribunal falló en contra de la oposición, aduciendo que no tenía jurisdicción para impedir que las elecciones se realizaran, pero dictaminó que cinco votantes eliminados del padrón debían ser registrados, aunque estos solo representaban una pequeña porción de los votantes eliminados que reclamaban su registro.
Las elecciones tuvieron una participación récord, alcanzando el 81,09% del padrón. Los resultados vieron al NRP mantener su control del gobierno insular por ajustado margen con un 50,26% de los votos válidamente emitidos y reteniendo sus tres escaños contra el 49,24% del CCM, que retuvo los dos escaños que tenía. La diferencia entre ambos partidos fue de solo 39 votos y el NRP retuvo la circunscripción de Saint John Figtree, la más poblada de la isla, por un margen de solo 14 votos de Hensley Daniel sobre el aspirante del CCM, Mark Brantley, y hubo exactamente 14 votos anulados. Los observadores de la Organización de Estados Americanos presentes en las cinco circunscripciones determinaron que tanto la jornada electoral como el escrutinio habían sido realizados de manera pacífica y eficiente, pero señalaron que el proceso de registro electoral no había cumplido con los estándares de transparencia y que era probable que muchos votantes hubieran sido ilegítimamente privados de su derecho.
Brantley no reconoció su derrota, denunciando que se había cometido fraude electoral mediante la supresión de hasta 203 votantes en la circunscripción. El resultado desató protestas de los grupos opositores e incrementó la crispación política en la isla. Brantley impugnó los resultados ante el Tribunal de Circuito de Nieves, que falló a su favor e invalidó el resultado, lo que condujo a que Parry y Daniel apelaran ante el Tribunal de Apelaciones del Caribe Oriental. El 27 de agosto de 2012 el Tribunal falló en contra de Daniel y declaró su elección «nula y sin valor». Ante una apelación de Brantley, el Tribunal declaró nulo el fallo judicial que rechazaba la incorporación al padrón electoral de los votantes eliminados. La anulación del triunfo de Daniel dejó al gobierno de Parry sin mayoría y condujo a la convocatoria a elecciones anticipadas en enero de 2013, en las cuales Brantley derrotó a Daniel (mientras que el resto de los escaños dieron el mismo resultado), permitiendo al CCM retornar al poder.

## Sistema electoral
La Isla Nieves forma parte de la Federación de San Cristóbal y Nieves, la federación más pequeña del mundo y un sistema federal atípico en el que Nieves goza de importante autonomía mientras que el gobierno central se ubica en la más grande isla de San Cristóbal, que no goza de administración local propia. Como una democracia parlamentaria basada en el sistema Westminster, la Administración de la Isla Nieves se compone de una Asamblea local electa y un gabinete encabezado por un Premier responsable ante la misma. La Asamblea se compone de ocho escaños, de los cuales cinco son elegidos directamente por la población por medio de escrutinio mayoritario uninominal. Cada una de las cinco parroquias de Nieves (Saint Paul Charlestown, Saint John Figtree, Saint George Gingerland, Saint James Windward y Saint Thomas Lowland) actúa como circunscripción electoral y elige un miembro de la Asamblea por voto directo a simple mayoría de votos, con un mandato máximo de cinco años. El líder del partido que logre la confianza de tres miembros electos asume como Premier de Nieves, mientras que el líder de la fuerza opositora con más escaños asume como líder de la Oposición. Los otros tres miembros de la Asamblea son designados después de la elección por el Gobernador general de San Cristóbal y Nieves, dos a propuesta del Premier y uno a propuesta del líder de la Oposición.

## Resultados

### Nivel general
|  | 50.26 % |

|  | 49.74 % |

|  | 99.65 % |

|  | 0.35 % |

|  | 100.00 % |

|  | 81.09 % |

### Resultados por circunscripción
|  | 57.04 % |

|  | 42.96 % |

|  | 99.79 % |

|  | 0.21 % |

|  | 100.00 % |

|  | 78.92 % |

|  | 50.26 % |

|  | 49.74 % |

|  | 99.48 % |

|  | 0.52 % |

|  | 100.00 % |

|  | 83.26 % |

|  | 75.38 % |

|  | 25.62 % |

|  | 99.80 % |

|  | 0.20 % |

|  | 100.00 % |

|  | 78.14 % |

|  | 51.01 % |

|  | 48.99 % |

|  | 99.76 % |

|  | 0.24 % |

|  | 100.00 % |

|  | 84.29 % |

|  | 75.56 % |

|  | 24.44 % |

|  | 99.72 % |

|  | 0.28 % |

|  | 100.00 % |

|  | 75.21 % |